# Naeleck
Naeleck（ナエレック）はフランスのDJ、音楽プロデューサーである。
自主レーベルに「Den Haku Records」があり、Baroque、Oddity、Carbon Kevlarが属している。日本唯一のダンス音楽専門ラジオ 「BLOCK.FM」で番組を持つレジデントDJであり, USのネットラジオ「Digitally Imported」や、音楽サイト「EARMILK」のライターとしても活躍。
DEXPISTOLS率いるROC TRAXを始め、☆Taku Takahashi主催のTCY Recordingsから『Agaru』EPをリリースする等、有名レーベルからリミックスをリリース。
2013年にはLOUD誌における国内DJ人気投票DJ50/50で11位となった。
2013年9月にリリースとなる新EP「Disease」は日本で活躍するプロデューサーOddityとの共作。既にTaku Takahashi、Tom Deluxx、Djs From Marsといったビッグネームから支持を受けており、Wasabeat"Progressive House"チャート1位、総合でも3位を獲得。